# Liliana Carbajal Méndez
Liliana Carbajal Méndez (San Luis Potosí, San Luis Potosí, 19 de octubre de 1976) es una política mexicana, miembro actual del Partido Verde Ecologista de México (PVEM) y con anterioridad del Partido Acción Nacional (PAN). Ha sido en dos ocasiones diputada federal y en una diputada al Congreso de San Luis Potosí.

## Biografía
Es licenciada en Derecho egresada de la Universidad Autónoma de San Luis Potosí (UASLP). Tiene estudios de diplomado en Desarrollo Humano en el Centro Educativo Apostólico; de Formación Legislativa por la UASLP y el Consejo Estatal Electoral de San Luis Potosí; así como de Mercadotecnia, Campañas y Estrategia Política. 
Ejerció su profesión de forma particular, siendo docente de 1998 a 1999, asistente del departamento jurídico de la empresa GIVSA, S.A. en 1998 y abogada postulante en el Bufete Jurídico del Centro, S.C. de 1998 a 1999. Fue miembro del PAN desde 1994 y en 1998 se desempeñó en el Área Social del Sistema DIF de San Luis Potosí.
De 2000 a 2003 fue sindicato del ayuntamiento de Cerritos, San Luis Potosí; en las elecciones estatales de 2003 fue postulada candidata a diputada local por el principio de representación proporcional, siendo elegida a la LVII Legislatura del Congreso del Estado de San Luis Potosí de ese año a 2006. En ella, fue presidenta de las comisiones de Justicia; de Seguridad Pública; y, de Prevención y Readaptación Social.
Al terminar su cargo, en 2006, fue a su vez elegida por primera ocasión diputada federal, por el mismo principio de representación proporcional a la LX Legislatura que concluyó en 2009. En esta legislatura fue vicepresidenta de la mesa directiva de la Comisión Permanente; e integrante de las comisiones de Desarrollo Social; de Función Pública; de Justicia; de Presupuesto y Cuenta Pública; y, de Justicia y Derechos Humanos.
Contrajo matrimonio con el también político panista Edgar Olvera Higuera que presidente municipal de Naucalpan de Juárez, Estado de México de 2016 a 2018, periodo durante el cual ella ocupó el cargo de presidenta del Sistema DIF. Durante su función, en 2018, llegó a ser destituida del cargo por una resolución judicial a consecuencia de un conflicto laboral, aunque al final no surtió efecto. En febrero de 2024 junto a su esposo Edgar Olvera, renunció al PAN y se unió al PVEM.
EL PVEM la postuló en 2024 candidata a diputada federal, siendo elegida al cargo por segunda ocasión por el principio de representación proporcional a la LXVI Legislatura que concluirá en 2027. En esta legislatura es secretaria de la comisión de Justicia; e integrante de las comisiones de Bienestar; y, de Federalismo y Desarrollo Municipal.